# La Jarrie-Audouin
La Jarrie-Audouin és un municipi francès situat al departament del Charente Marítim i a la regió de la Nova Aquitània. L'any 2007 tenia 251 habitants.

## Demografia

### Població
El 2007 la població de fet de La Jarrie-Audouin era de 251 persones. Hi havia 120 famílies de les quals 39 eren unipersonals (8 homes vivint sols i 31 dones vivint soles), 50 parelles sense fills i 31 parelles amb fills.
La població ha evolucionat segons el següent gràfic:
Habitants censats

### Habitatges
El 2007 hi havia 166 habitatges, 119 eren l'habitatge principal de la família, 35 eren segones residències i 11 estaven desocupats. 162 eren cases i 2 eren apartaments. Dels 119 habitatges principals, 107 estaven ocupats pels seus propietaris, 11 estaven llogats i ocupats pels llogaters i 2 estaven cedits a títol gratuït; 9 tenien dues cambres, 15 en tenien tres, 25 en tenien quatre i 71 en tenien cinc o més. 99 habitatges disposaven pel capbaix d'una plaça de pàrquing. A 56 habitatges hi havia un automòbil i a 50 n'hi havia dos o més.

### Piràmide de població
La piràmide de població per edats i sexe el 2009 era:
| Homes | Edats   | Dones |
| ----- | ------- | ----- |
| 0     | 95 o +  | 0     |
| 0     | 90 a 94 | 0     |
| 0     | 85 a 89 | 4     |
| 0     | 80 a 84 | 4     |
| 8     | 75 a 79 | 12    |
| 12    | 70 a 74 | 8     |
| 12    | 65 a 69 | 4     |
| 8     | 60 a 64 | 20    |
| 16    | 55 a 59 | 8     |
| 0     | 50 a 54 | 4     |
| 12    | 45 a 49 | 8     |
| 4     | 40 a 44 | 12    |
| 12    | 35 a 39 | 4     |
| 8     | 30 a 34 | 16    |
| 0     | 25 a 29 | 0     |
| 12    | 20 a 24 | 12    |
| 4     | 15 a 19 | 4     |
| 12    | 10 a 14 | 8     |
| 16    | 5 a 9   | 8     |
| 4     | 0 a 4   | 4     |

## Economia
El 2007 la població en edat de treballar era de 141 persones, 100 eren actives i 41 eren inactives. De les 100 persones actives 89 estaven ocupades (46 homes i 43 dones) i 12 estaven aturades (7 homes i 5 dones). De les 41 persones inactives 20 estaven jubilades, 10 estaven estudiant i 11 estaven classificades com a «altres inactius».

### Ingressos
El 2009 a La Jarrie-Audouin hi havia 126 unitats fiscals que integraven 289 persones, la mediana anual d'ingressos fiscals per persona era de 14.876 €.

### Activitats econòmiques
Dels 6 establiments que hi havia el 2007, 4 eren d'empreses de construcció i 2 d'empreses de serveis.
Dels 4 establiments de servei als particulars que hi havia el 2009, 3 eren lampisteries i 1 electricista.
L'any 2000 a La Jarrie-Audouin hi havia 9 explotacions agrícoles que ocupaven un total de 252 hectàrees.

## Poblacions més properes
El següent diagrama mostra les poblacions més properes.